# Matteo Guarise
Matteo Guarise (Rimini, 15 settembre 1988) è un pattinatore artistico su ghiaccio, pattinatore artistico a rotelle e modello italiano. Ha rappresentato l'Italia ai Giochi olimpici di Soči 2014 e di Pyeongchang 2018, gareggiando nel concorso a coppie con Nicole Della Monica. Dalla stagione 2022-2023 ha iniziato a gareggiare con Lucrezia Beccari. Prima di iniziare a praticare pattinaggio artistico su ghiaccio, nel 2008, è diventato campione del mondo nel pattinaggio artistico a rotelle, specialità coppie, insieme a Sara Venerucci.
Con Lucrezia Beccari ha vinto la medaglia d'oro ai Campionati Europei 2024 a Kaunas davanti alla coppia georgiana Metelkina-Beruvala e ai connazionali Ghilardi-Ambrosini.

## Biografia
Nel dicembre del 2022 si è sposato con la danzatrice Carolina Moscheni.

## Programmi
(con Nicole Della Monica)
| Stagione  | Short dance                                     | Free dance                                                 | Esibizioni                                |
| --------- | ----------------------------------------------- | ---------------------------------------------------------- | ----------------------------------------- |
| 2016-2017 | - Carmina Burana di Carl Orff                   | - Love Story di Nana Mouskouri                             |                                           |
| 2015–2016 | - Magnificat di Marco Frisina (cantato da Mina) | - Cosmic Journey ("Romeo and Juliet") di Abel Korzeniowski |                                           |
| 2014–2015 | - Cinderella di Sergei Prokofiev                | - The Mask Of Zorro di James Horner                        | - The first day of my life di Bright Eyes |
| 2013–2014 | - Samson et Dalila di Camille Saint-Saëns       | - La traviata di Giuseppe Verdi                            |                                           |
| 2012–2013 | - Nothing Else Matters di Metallica             | - The Phantom of The Opera di Andrew Lloyd Webber          |                                           |
| 2011–2012 | - Romeo and Juliet di Nino Rota                 | - Nocturne di Frédéric Chopin                              |                                           |

## Palmarès
GP: Grand Prix; CS: Challenger Series

### Con Beccari
| Internazionali                | Internazionali | Internazionali | Internazionali |
| Evento                        | 2022-23        | 2023-24        | 2024-25        |
| ----------------------------- | -------------- | -------------- | -------------- |
| Campionati mondiali           |                | 9°             |                |
| Campionati europei            | 7°             | 1°             |                |
| GP NHK Trophy                 |                | 2°             | R              |
| GP Skate Canada International |                | 3°             | R              |
| CS Golden Spin                |                |                | R              |
| CS Lombardia Trophy           |                | 4°             |                |
| CS Nebelhorn Trophy           |                | 2°             |                |
| CS Warsaw Cup                 | 4°             |                |                |
| Challenge Cup                 |                | 2°             |                |
| Shangai Trophy                |                |                | 2°             |
| Tayside Trophy                | R              |                |                |
| Nazionali                     |                |                |                |
| Campionati Italiani           | 3°             | 2°             |                |
| R = Ritirati                  |                |                |                |

### Con Della Monica
| Risultati                                                                                 | Risultati      | Risultati      | Risultati      | Risultati      | Risultati      | Risultati      | Risultati      | Risultati      | Risultati      | Risultati      | Risultati      |
| Internazionali                                                                            | Internazionali | Internazionali | Internazionali | Internazionali | Internazionali | Internazionali | Internazionali | Internazionali | Internazionali | Internazionali | Internazionali |
| Evento                                                                                    | 2011–12        | 2012–13        | 2013-14        | 2014–15        | 2015-16        | 2016-17        | 2017-18        | 2018-19        | 2019-20        | 2020-21        | 2021-22        |
| ----------------------------------------------------------------------------------------- | -------------- | -------------- | -------------- | -------------- | -------------- | -------------- | -------------- | -------------- | -------------- | -------------- | -------------- |
| Giochi olimpici invernali                                                                 |                |                | 16º            |                |                |                | 10º            |                |                |                | 13°            |
| Campionati mondiali                                                                       | 15º            | 14º            | 16º            | 14º            | 11º            | 13º            | 5º             |                | C              | 8°             |                |
| Campionati europei                                                                        |                | 9º             | 8º             | 6º             | 6º             | 8º             | 6º             |                | 4°             | C              | R              |
| GP Finale                                                                                 |                |                |                |                |                |                |                | 5º             |                |                |                |
| GP Cup of China                                                                           |                |                |                | 5º             |                | 5º             | 4º             |                | 4°             |                | C              |
| GP della Finlandia                                                                        |                |                |                |                |                |                |                | 2º             |                |                |                |
| GP NHK Trophy                                                                             |                | 7º             |                |                |                |                |                |                | 8°             |                |                |
| GP Rostelecom Cup                                                                         |                | 7º             |                |                |                |                |                | 2º             |                |                |                |
| GP Trophée Eric Bompard                                                                   |                |                | 8º             | 6º             | 5º             |                | 3º             |                |                | C              |                |
| GP Skate Canada                                                                           |                |                |                |                |                | 6º             |                |                |                |                |                |
| GP d'Italia                                                                               |                |                |                |                |                |                |                |                |                |                | 4°             |
| CS Ice Challenge                                                                          |                |                |                |                | 3º             |                |                |                |                |                |                |
| CS Golden Spin                                                                            |                |                |                |                |                | 1º             |                |                |                |                |                |
| CS Lombardia Trophy                                                                       |                |                |                |                |                | 1º             | 2º             | 3º             |                |                |                |
| CS Warsaw Cup                                                                             |                |                |                |                | 2º             |                |                |                |                |                |                |
| CS Nebelhorn Trophy                                                                       |                |                |                |                |                |                |                |                |                |                | R              |
| Cup of Nice                                                                               |                | 3º             | 7º             | 1º             |                |                |                |                |                |                |                |
| Bavarian Open                                                                             | 3º             |                |                |                |                |                |                |                |                |                |                |
| Ondrej Nepela Trophy                                                                      |                | 3º             |                |                |                |                |                |                |                |                |                |
| Icelab Cup                                                                                |                |                |                |                |                |                |                |                | 2º             |                |                |
| Universiadi                                                                               |                |                | 3º             |                |                |                |                |                |                |                |                |
| MNNT Cup                                                                                  |                |                |                | 1º             |                |                |                |                |                |                |                |
| Lombardia Trophy                                                                          |                |                | 5°             |                |                |                |                |                |                |                | 1º             |
| Nazionali                                                                                 |                |                |                |                |                |                |                |                |                |                |                |
| Campionati Italiani                                                                       | R              | 2º             | 2º             | 2º             | 1º             | 1º             | 1º             | 1º             | 1º             | 1º             | 1º             |
| Eventi in squadra                                                                         |                |                |                |                |                |                |                |                |                |                |                |
| Giochi olimpici invernali                                                                 |                |                |                |                |                |                | 4ºS 7ºP        |                |                |                | 7ºS 7ºP        |
| World Team Trophy                                                                         |                |                |                |                |                |                |                | 6ºS 3ºP        |                | 4ºS 4ºP        |                |
| Team Challenge Cup                                                                        |                |                |                |                | 2ºS 5ºP        |                |                |                |                |                |                |
| R = Ritirati; C = Evento cancellato; S = Risultato della squadra; P = Risultato personale |                |                |                |                |                |                |                |                |                |                |                |